# Ficadusta
Genre
Ficadusta est un genre de mollusques gastéropodes de la famille des Cypraeidae (les « porcelaines ») et dont l'espèce type est Ficadusta pulchella.

## Systématique
Le genre Ficadusta a été créé en 1966 par les malacologistes japonais Tadashige Habe (d) (1916-2001) et Sadao Kōsuge (d) (1933-).

## Liste d'espèces
Selon World Register of Marine Species (3 août 2021) :
- † Ficadusta pisiformis (F. A. Schilder, 1932)
- Ficadusta pulchella (Swainson, 1823) - espèce type